# Градина (Ариљача)
Градина је археолошко налазиште које се налази у месту Ариљача, у општини Косово Поље, које потиче из раздобља од антике до 12. века. Локалитет обухвата насеље које је захватало елипсоидну површину и које је представљало погранична област између Византије и Србије током 11. века. Видљиви су остаци рушевина, бедема и малих објеката унутар утврђења. На локалитету су откривени зидине, куле и ровови. Ово насеље изграђено је на старијем, античком утврђењу. По покретном и непокретном материјалу који је откривен закључује се да постоји непрекидност насељавања од антике до средњег века.